# Nelson Goodman
Nelson Goodman (Somerville, Massachusetts, 7 d'agost de 1906 - Needham, Massachusetts, 25 de novembre de 1998) fou un filòsof destacat en el camp de l'estètica i l'epistemologia. Defensà, seguint les idees de David Hume, que les prediccions basades en la inducció eren pur hàbit i que només s'havien de fer servir en camps limitats de la ciència per raons d'utilitat. Considerava que existien dos tipus de judicis, els literals, que sí que podien usar-se en les hipòtesis científiques, i els metafòrics, que són la base de l'art. Els dos creen igualment la realitat, que esdevé un producte humà (constructivisme) i no és fiable, ni tan sols per a la lògica. Tingué com a alumnes destacats Noam Chomsky i Hilary Putnam.